# Овация (премия)
«Ова́ция» — национальная российская музыкальная премия в области зрелищ и популярной музыки, задуманная как аналог зарубежных музыкальных премий — американской «Grammy» и британской «BRIT Awards».
Первая церемония состоялась в 1992 году, её инициатором был бизнесмен Георгий Кузнецов. C 1995 года имеет статус «Национальной российской музыкальной премии», охватывает все жанры, в том числе классическую музыку, фольклорную музыку, рок- и поп-музыку, джаз, музыкальный театр.
По сообщениям СМИ, в 1990-х и начале 2000-х годов премия «Овация» считалась одной из главных музыкальных наград в России и странах СНГ, наряду с «Золотым граммофоном» и «MTV Russia Music Awards».
В последний раз вручение премии состоялось в 2016 году.

## История
Презентация премии состоялась 12 сентября 1991 года в Государственном центральном концертном зале «Россия». Изначально победителей предлагалось определять самим зрителям: любой из них мог приобрести специальную карточку, заполнить её и прислать организаторам. Однако такой способ помог выявить победителей лишь на первой церемонии в 1992 году. Во всех последующих «Овациях» победители определялись закрытым голосованием жюри — Высшей академической комиссией, в состав которой входят деятели шоу-бизнеса, журналисты, представители культуры.
 Победителям вручались статуэтки — скульптурные миниатюры на подставке из ценных пород камня, воспроизводящие две аплодирующие ладони золотистого цвета. Автор — народный художник РСФСР Юрий Орехов.
По ходатайству Министерства культуры РФ в 1995 году премия была зарегистрирована в Правительстве Российской Федерации и получила статус «Национальной Российской музыкальной премии». Награждение проходило по нескольким десяткам номинаций, в том числе «Солист года», «Композитор года», «Лучший концертный альбом», «Лучший вокальный дебют года» и так далее. Вручались также специальные премии — «Живая легенда», «За особый вклад в развитие отечественной культуры». Торжественная церемония проводилась ежегодно (кроме 1993, 2003—2007 годов) в ГЦКЗ «Россия» или в Государственном Кремлёвском дворце.
За все годы обладателями статуэтки стали около 400 ведущих деятелей музыкального искусства. Группа «На-На» и продюсер Бари Алибасов установили рекорд, получив премию 12 раз. Кроме того группа «На-На» получила премию «Овация» в номинации «Лучшая группа десятилетия», а Бари Алибасов в номинации «Лучший продюсер десятилетия». Алле Пугачёвой принадлежат 6 статуэток в 6 номинациях: «Поп-солистка»(1992), «Живая Легенда» (1994), «Режиссёр-постановщик» (1995), «Шлягер года» (1997), «Певица десятилетия» (2001), «Шлягер десятилетия» (2001). Группа «Агата Кристи» — единственная рок-группа, получившая 4 статуэтки «Овации».
В 2011 году конфигурация призовой статуэтки была изменена, новыми авторами стали скульпторы Ирина и Михаил Жаворонковы.

## Лауреаты премии

### 1992 год
Первая церемония вручения премии проходила в ночь с 13 на 14 января 1992 года в ГЦКЗ «Россия». По результатам Международного Ежегодного опроса любителей музыки были определены лауреаты премии за 1991 год по 13 номинациям.
- Рок-группа: «Кино»
- Поп-группа: «Кар-Мэн»
- Рок-исполнитель: Константин Кинчев
- Поп-исполнитель: Олег Газманов
- Рок-солистка: Ольга Кормухина
- Поп-солистка: Алла Пугачёва
- Шлягер года: «Морячка», Олег Газманов
- Композитор года: Вячеслав Добрынин
- Поэт года: Александр Шаганов
- Телепередача: «50х50»
- Лучший видеоклип: «Бухгалтер», Комбинация
- Лучшая газета: «Московский комсомолец»
- Продюсер года: Юрий Айзеншпис

### 1994 год
Вторая церемония вручения премии проходила в ночь с 13 на 14 января 1994 года в ГЦКЗ «Россия». Статуэтки вручались сразу за два года (за 1992 и 1993) по 23 номинациям.
- Рок-группа: «ДДТ»
- Поп-группа: «На-На»
- Солистка (рок-музыка): Лариса Долина
- Солистка (поп-музыка): Ирина Аллегрова
- Солист (рок-музыка): Юрий Шевчук
- Солист (поп-музыка): Филипп Киркоров
- Композитор года: Игорь Николаев
- Поэт-песенник года: Олег Газманов
- Видеоклип: Фёдор Бондарчук, «Кто сказал»
- Продюсер: Юрий Айзеншпис
- Пластинка: «Дельфин и русалка», Игорь Николаев и Наташа Королёва
- Магнитоальбом: «Стюардесса по имени…», Владимир Пресняков
- Открытие года: Татьяна Буланова
- Телепередача в области шоу-бизнеса: «50х50»
- Радиопередача в области шоу-бизнеса: «Европа Плюс»
- Пресса, освещающая события в области шоу-бизнеса: «Московский комсомолец»
- Шоу-зрелище на площадках страны: Борис Моисеев и его леди
- Фирма, работающая в шоу-бизнесе: «ЛИС'С»
- Спонсор, содействующий развитию шоу-бизнеса: «Маркон»
- Шлягер года: «Фаина», группа «На-На»
- Живая легенда: Алла Пугачёва
- Событие года: фирма «Десса» за организацию концерта Майкла Джексона
- За артистизм: Валерий Леонтьев

### 1995 год
Третья церемония вручения премии проходила 3 марта 1995 года в Государственном Кремлёвском Дворце. Победители в 47 номинациях определялись тайным голосованием.
- Рок-группа: «Наутилус Помпилиус»
- Поп-группа: «На-На»
- Солистка (поп-музыка): Анжелика Варум
- Солист (поп-музыка): Филипп Киркоров
- Рок-исполнитель: Андрей Макаревич («Машина Времени»)
- Фолк-исполнитель: Надежда Бабкина
- Джаз-исполнитель: Сергей Манукян
- Джаз-коллектив: «Арсенал» Алексея Козлова
- Исполнитель городского романса: Александр Новиков
- Композитор: Игорь Крутой
- Поэт-песенник года: Леонид Дербенёв
- Видеоклип: «Осенний джаз» (Анжелика Варум), режиссёр Олег Гусев
- Продюсер: Бари Алибасов
- Менеджер: Олег Непомнящий
- Магнитоальбом: «Ля ля фа», Анжелика Варум
- Открытие года: «Ногу свело!»
- Шлягер года: «Шляпа», группа «На-На»
- Шоу-зрелище на площадках страны: Творческий вечер Игоря Крутого
- Режиссёр-постановщик: Алла Пугачёва
- Сценарист: Сергей Петров
- Сценографическая фирма: «Краснов дизайн»
- Художник-постановщик: Борис Краснов
- Звукорежиссёр: В. Заричный (Филипп Киркоров)
- Радиоканал в области зрелищ и популярной музыки: «Европа плюс»
- Газета, освещающая события в области шоу-бизнеса: «Московский комсомолец»
- Журнал, освещающий события в области шоу-бизнеса и популярной музыки: «Домовой»
- Фирма грамзаписи: «Moroz Records»
- Фирма, работающая в шоу-бизнесе: «АРС»
- Меценат, содействующий развитию зрелищ и популярной музыки: «Союзконтракт»
- Модельное агентство: «Редстар»
- Топ-модель года: Инна Крицкая, Андрей Комаревцев
- Художник-модельер: Вячеслав Зайцев
- Стилист: Сергей Зверев
- ТВ-канал, наиболее полно освещающий события в области шоу-бизнеса: «2х2»
- ТВ-программа: «МузОбоз»
- Зрелище на ТВ: «КВН»
- Развлекательная программа: «Поле чудес»
- Лучшая идея в ТВ-зрелищном бизнесе: «Оба-на!»
- Телевизионный режиссёр, занимающийся ТВ-зрелищами: Александр Файфман
- Оператор ТВ-зрелищ: Сергей Иванов
- Ведущий развлекательных программ Леонид Якубович
- Лучший рекламный ролик: сериалы «Союзконтракт»
- Живая легенда: Иосиф Кобзон
- Лучшая концертная площадка страны: Государственный центральный концертный зал «Россия»
- Журналист года: Отар Кушанашвили («Новый взгляд»)
- Радиоведущий года: Александр Абрахимов («Радио Максимум»)
- ТВ-продюсер: Владислав Листьев
- Самый экстравагантный образ на сцене: Сергей Пенкин

### 1996 год
Четвёртая церемония вручения премии проходила 23 марта 1996 года в Государственном академическом Малом театре России. Премия была вручена в 38 номинациях.
- Лучший исполнитель в жанре народной песни: Надежда Кадышева и ансамбль «Золотое кольцо»
- Лучший исполнитель года в жанре джазовой музыки: Государственный камерный оркестр п/у Олега Лундстрема
- Лучший исполнитель года в жанре городского романса: Александр Новиков
- Открытие года: Валерий Меладзе
- Самый стильный и экстравагантный образ на эстрадной сцене: МФ-3 и Кристиан Рэй
- Лучший коллектив года в жанре современного танца: шоу-балет «Тодес»
- Самый яркий артистический образ года на модельном подиуме: Ирина Рудницкая, Евгений Колесников
- За создание лучшего модельного шоу года: Валентин Юдашкин
- За активное участие в создании шоу-программ: «Гранд моделс»
- За создание яркого индивидуального артистического стиля: Сергей Зверев
- Газета, наиболее полно освещающая события шоу-бизнеса: «Московский комсомолец»
- Музыкальный радиоканал, наиболее полно освещающий события шоу-бизнеса: «Европа Плюс»
- За лучшие публикации по проблемам шоу-бизнеса: Леонид Захаров
- За производство лучших музыкальных альбомов: «СОЮЗ»
- За организацию лучших концертных программ на территории России: «Rise music»
- Лучший телевизионный режиссёр музыкального зрелища: Евгений Гинзбург
- Лучший телевизионный ведущий музыкальных программ: Ксения Стриж
- Лучшая музыкально-развлекательная телевизионная программа: «Угадай мелодию»
- ТВ-канал, наиболее полно освещавший события шоу-бизнеса: РТР
- За создание лучшего музыкального видеоклипа года: Александр Файфман, «Ночь накануне Рождества»
- Лучший музыкальный альбом года: «Опиум», группа «Агата Кристи»
- За создание наиболее зрелищного рекламного ролика: режиссёр Тимур Бекмамбетов, «Всемирная история — банк „Империал“»
- Песня года: «Сэра», сл. и муз. К. Меладзе, исп. В. Меладзе
- Лучшая сольная концертная программа года: Юрий Антонов
- Лучшее зрелище года на концертных площадках России: «Максидром», режиссёр-постановщик М. Козырев, продюсеры В. Месхи, Л. Ланда
- Событие года в шоу-бизнесе: концерты Элтона Джона в Москве, организаторы — концертная фирма «SAV Entertainment» и «Альфа-банк»
- Художник-постановщик года: Борис Краснов
- Режиссёр-постановщик года: Валерий Жак
- Музыкальный продюсер года: Евгений Фридлянд
- Поэт-песенник года: Илья Резник
- Композитор года: Евгений Хавтан
- Лучшая исполнительница года в жанре популярной музыки: Лариса Долина
- Лучший исполнитель года в жанре популярной музыки: Леонид Агутин
- Лучшая группа года в жанре рок-музыки: «Агата Кристи»
- Лучшая группа года в жанре популярной музыки: «Сюткин и Ко»
- За развитие музыкального фестивального движения: Фёдор Бондарчук
- За труд на благо отечественной культуры и искусства: Марк Рудинштейн
- Живая Легенда: Эдита Пьеха

### 1997 год
Пятая церемония вручения премии за 1996 год проходила 16 ноября 1997 года в ГЦКЗ «Россия». Премия вручалась по 27 номинациям.
- Радиоканал: «Европа Плюс»
- Газета: «Московский комсомолец»
- Журнал: «ОМ»
- Музыкальная телепрограмма года: «ПОСТ-музыкальные новости»
- Телеведущий музыкальной телепрограммы года: Кабаре-дуэт «Академия» («Утренняя почта», ОРТ)
- Стилист года (женский образ): Александр Шевчук
- Топ-модель года (мужской образ): Сергей Устинов
- Топ-модель года (женский образ): Татьяна Этингер
- Стилист года (мужской образ): Марина Васканян
- Художник-модельер года: Валентин Юдашкин
- За создание яркого образа: Имидж-агентство «Персона»
- Шоу-зрелище года: «По дороге в Голливуд» — Валерий Леонтьев
- Фирма, работающая в области шоу-бизнеса: «Rise Music»
- Художник-постановщик года: Борис Краснов
- Видеоклип года: «Зайка моя», реж. Олег Гусев (Филипп Киркоров)
- Альбом года: «Очаровательные глазки» — Надежда Кадышева и ансамбль «Золотое кольцо»
- Поэт-песенник года: Михаил Танич
- Композитор года: Владимир Матецкий
- Продюсер года: Юрий Айзеншпис
- Танцевальный коллектив года: Борис Моисеев и трио «Экспрессия»
- Рок-группа года: группа «Агата Кристи»
- Поп-группа года: группа «Любэ»
- Солист года: Валерий Леонтьев
- Солистка года: Лариса Долина
- Шлягер года: «Позови меня в ночи» — Влад Сташевский
- За пропаганду отечественной поп-музыки: Бари Алибасов и группа «На-На»
- Открытие года: группа «Иванушки International»
- За патриотическую направленность в творчестве: Олег Газманов

### 1998 год
Шестая официальная церемония вручения премии «Овация» за 1997 год прошла в ГЦКЗ «Россия» 12 мая 1998 года.
- Журналист года: Михаил Марголис
- Развлекательный центр: «Кристалл»
- Фирма, работающая в шоу-бизнесе: Корпорация «РАЙС ЛИС’С»
- Топ-модель года: Ирина Дмитракова
- Стилист года: Сергей Зверев
- Менеджер года: Николай Кара
- Фирма, занимающаяся организацией шоу зарубежных звёзд: «Sav Entertaiment»
- Художник-постановщик года: Борис Краснов
- Продюсер года: Александр Иратов
- Музыкальная телепрограмма года: «Диск-канал»
- Открытие года: «Блестящие»
- Поп-группа года: «На-На»
- Рок-группа года: «Мумий Тролль»
- Фолк-группа года: «Балаган Лимитед»
- Городской романс: Евгений Кемеровский
- Видеоклип года: «Сумасшедший снег», реж. Александр Солоха (Сёстры Зайцевы)
- Альбом года: «Погода в доме» — Лариса Долина
- Поэт-песенник года: Игорь Николаев
- Композитор года: Игорь Крутой, Татьяна Снежина
- Лучшее шоу года: «Сюрприз для Аллы», продюсер Филипп Киркоров
- За пропаганду российской эстрады: Мировой тур Филиппа Киркорова
- Живая легенда: Махмуд Эсамбаев
- Событие года: Прощальный тур Иосифа Кобзона
- Персона: Вячеслав Добрынин
- Солистка года: Алёна Апина
- Солист года: Филипп Киркоров
- Шлягер года: «Позови меня с собой» — Алла Пугачёва

### 1999 год
По счету церемония вручения премии «Овация» за 1998 год — седьмая, но для восстановления соответствия между хронологией и нумерацией церемонии, решено было считать седьмую церемонию — восьмой.
 Восьмая официальная церемония вручения премии «Овация» за 1998 год состоялась 28 апреля 1999 года в ГЦКЗ «Россия».
- Поп-группа года: «Стрелки»
- Рок-группа года: «Сплин»
- Рок-исполнитель: Александр Маршал
- Фолк-группа: «Золотое кольцо»
- Солистка года: Маша Распутина
- Солист года: Валерий Меладзе
- Композитор: Игорь Николаев
- Поэт-песенник: Олег Газманов
- Компания звукозаписи: «ОРТ-рекордз»
- Видеоклип: «Солнечный круг» (Ирина Салтыкова)
- Продюсер: Иосиф Пригожин
- Открытие года: Анита Цой
- Шлягер года: «Как упоительны в России вечера» («Белый орёл»)
- Альбом года: «Елисейские поля» (Катя Лель)
- Шоу года: «Лучшее, любимое и только для Вас» (Филипп Киркоров)
- Лучшая музыкальная ТВ-программа: «Два рояля» (РТР)
- Радиостанция: «Русское радио»
- Радиоведущий: Николай Фоменко
- Журналист: Илья Легостаев
- Фирма в шоу-бизнесе: «Райс ЛИС’С»
- Менеджер года: Лев Готовцев
- Художник-постановщик: Сергей Паукер-Бравин
- Культурно-развлекательный комплекс: «Кристалл»
- Модельное агентство: «Престиж»
- Модельер: Игорь Чапурин
- Стилист: Сергей Зверев
- Топ-модель: Ольга Харченко
- Фотомодель: Инга Дроздова
- Писатель-сатирик: Михаил Задорнов
- Артист разговорного жанра: Геннадий Хазанов
- Меценат года: Александр Таранцев
- Вклад в развитие отечественной культуры: Людмила Зыкина
- Живая легенда: Валерий Леонтьев

### 2000 год
Девятая официальная церемония вручения премии «Овация» за 1999 год состоялась в ГЦКЗ «Россия» 27 апреля 2000 года.
- Радиостанция года: «Русское радио»
- Радиоведущий: Николай Фоменко
- Журналист: Владимир Золотарёв
- ТВ-режиссёр: Григорий Кропивский
- Видеоклип: «Незабытый мой» (Катя Лель, Армен Петросян)
- Культурно-развлекательный комплекс: «Кристалл»
- Писатель-сатирик: Аркадий Арканов
- Топ-модель: Оксана Минаева
- Имиджмейк: «Ателье-А косметик»
- Стилист: Дмитрий Винокуров
- Модельное агентство: «Престиж»
- Фирма-организатор гастролей: «Райс ЛИС’С»
- Фирма в шоу-бизнесе: «Русская филармония»
- Шоу года: «Чёрный лебедь или Храм любви» (Анита Цой)
- Альбом года: «Алсу» (Алсу)
- Продюсер: Юрий Айзеншпис
- Поэт-песенник: Елена Небылова
- Композитор: Аркадий Укупник
- Шлягер: «Однажды» (Никита)
- Открытие года: Диана Гурцкая
- Фолк-группа: «Иван Купала»
- Рок-группа: «Чайф»
- Рок-исполнитель: Земфира
- Поп-группа: «Стрелки»
- Дуэт: «Адам и Ева»
- Солистка: Земфира
- Солист: Никита
- Событие года: Николай Басков
- Универсальная певица, актриса, режиссёр, телеведущая: Лолита Милявская
- Стильный вокалист на эстраде: Николай Носков
- За вклад в развитие культурных отношений между Россией и Украиной: Ян Табачник
- За пропаганду русского романса: Лидия Небаба
- За честь и достоинство: Олег Лундстрем
- За особый вклад в развитие российской эстрады: София Ротару
- За интеллектуальный вклад в развитие молодёжной музыки: Дмитрий Маликов
- Живая легенда: Юрий Антонов

### 2001 год
Десятая церемония вручения премии проходила 25 мая 2001 года в ГЦКЗ «Россия». Так как премия была юбилейной, помимо стандартных, были добавлены VIP-номинации: «Лучшие из лучших за десятилетие». В общей сложности было вручено 47 статуэток в 43 номинациях.
- Лучшая музыкальная радиостанция года: «Русское радио»
- Лучший радиоведущий музыкальных программ года: Александр Пряников, «Русское радио»
- Газета, наиболее полно освещающая события шоу-бизнеса: «Аргументы и факты»
- Лучший концертный диск: «Нет тебя прекрасней», Юрий Антонов
- Фолк-группа года: «Золотое кольцо»
- Лучший вокальный дебют года: Александр Грин
- Композитор года: Владимир Назаров
- Поэт-песенник года: Игорь Брусенцев
- Альбом года: «Посвящение» (Николай Басков)
- Шоу года: «Посвящение» (Николай Басков)
- Лучший культурно-развлекательный центр года: «Кристалл»
- Фирма, работающая в шоу-бизнесе: «Русская Академия Развлечений»
- За создание новой формы зрелищных мероприятий: фирма «Miledance-шоу»
- Режиссёр концертных программ: Валерий Жак
- ТВ-режиссёр музыкальных и зрелищных программ года: Григорий Крапивский
- Солистка года: Кристина Орбакайте
- Телеканал, наиболее полно освещающий события шоу-бизнеса: «Муз-ТВ»
- Живая легенда: Игорь Моисеев
- Стилист года: Дмитрий Жилин
- Фирма, работающая в индустрии красоты (имиджмейкерство): «Аида»
- Лучшее модельное агентство года: «Престиж»
- Топ-модель года: Маша Григорьева
- Молодёжная и танцевальная музыка (солист): Децл
- Молодёжная и танцевальная музыка (солистка): Ольга Орлова
- За честь и достоинство: Валерий Жак
- Лучший видеоклип года: «Долгие дни» (Жасмин)
- Продюсер года: Иосиф Пригожин
- Открытие года: Жасмин
- Шлягер года: «Метелица» (Валерия)
- Поп-группа года: «Иванушки International»
- Рок-группа: «Би-2»
- Фирма-организатор гастролей зарубежных исполнителей: «Русская Академия Развлечений»
- Солист года: Николай Басков
- За особый вклад в развитие отечественной культуры:

Юрий Саульский
Олег Газманов
Юрий Николаев
Владимир Назаров
Юрий Маликов
Лучшие из лучших за десятилетие. VIP-номинация
- Лучший исполнитель популярной музыки десятилетия: Алла Пугачёва
- Лучший шлягер десятилетия: «Любовь похожая на сон» (муз. И. Крутой, сл. В. Горбачёва, исп. А. Пугачёва)
- Лучшая поп-группа: «На-На»
- Продюсер: Бари Алибасов
- Лучшая рок-группа: Агата Кристи
- Лучший гастрольный тур: «Лучшее, любимое и только для Вас» (Филипп Киркоров)
- Лучший гастрольный тур десятилетия: Прощальный тур Иосифа Кобзона
- Меценат: Александр Таранцев
- Лучшая концертная площадка страны: Государственный центральный концертный зал «Россия»

### 2002 год
Одиннадцатая церемония вручения премии «Овация» за 2001 год состоялась 23 мая 2002 года в ГЦКЗ «Россия».
- Лучшая радиостанция: «Шансон»
- Лучший ведущий года: Оскар Кучера
- Лучший видеоклип: «Прощальные слова» (Анна Резникова)
- Лучший режиссёр видеоклипа: Катя Гроховская
- Фирма, работающая в индустрии красоты: «Карэ Классик»
- Топ-модель года: Ксения Агафонова
- Лучшее модельное агентство: «Престиж»
- Лучший концерт зарубежных исполнителей: Русская Академия Развлечений (Наталья Орейро)
- Фирма, работающая в шоу-бизнесе: NOX Music
- Режиссёр-постановщик концертных программ: Любовь Гречишникова
- Альбом года: «25 кадр» (Сплин)
- Менеджер года: Александр Качан
- Продюсер года: Юрий Айзеншпис
- Поэт-песенник: Виктор Пеленягрэ
- Лучший исполнитель молодёжной танцевальной музыки: Саша
- Шлягер года: «Нас не догонят» (Тату)
- Поп-группа года: «Динамит»
- Рок-группа года: «Король и шут»
- Городской романс: Олег Митяев
- Солист года: Витас

VIP-номинации
- За особый вклад в развитие российской эстрады: Надежда Бабкина и «Русская песня»
- За особый вклад в развитие российского музыкального телевидения: «Шире круг»
- За особый вклад в развитие российской эстрады: Владимир Назаров, Лев Лещенко
- Событие года: Юбилейный концерт Олега Газманова «Первый раунд — 50!»
- За вклад в развитие интернациональной культуры: Евгений Дога
- За честь и достоинство: Мария Мульяш
- За создание нового направления в искусстве: Компания «Конфаэль»
- «Живая легенда»: Александра Пахмутова

### 2003—2007 годы
Премия не вручалась

### 2008 год
Несмотря на то, что в течение шести лет, начиная с 2002 года, премия не вручалась, организаторы сохранили нумерацию: церемония получила 17-й порядковый номер вместо 12-го. Кроме того, было принято решение вручать премию одной номинации нескольким деятелям искусства, количество номинаций при этом сократилось до 10.
Классическая музыка
- Владимир Спиваков
- Юрий Башмет и «Солисты Москвы»
- Светлана Безродная и «Вивальди-оркестр»
- Святослав Бэлза
- Денис Мацуев
- Дмитрий Хворостовский
- Родион Щедрин
- Зураб Соткилава
- Владимир Федосеев

Классический балет
- Юрий Григорович
- Борис Эйфман
- «Русские сезоны XXI век»

Музыкальный театр
- Татьяна Шмыга
- Театр Владимира Назарова
- Мюзикл Mamma Mia!
- Алекс Новиков

Фолк-музыка
- Николай Некрасов
- Кубанский казачий хор
- «Терем-Квартет»

Музыка в кино
- Эдуард Артемьев
- Евгений Дога
- Константин Меладзе
- Валерия

Рок-музыка
- Александр Кутиков
- Группа «Аквариум»

Легенды
- Мстислав Ростропович
- Муслим Магомаев
- Мария Мульяш

Поп-музыка — мэтры
- Иосиф Кобзон и Культурный Фонд «АРТЭС»
- Эдита Пьеха
- Лев Лещенко
- София Ротару
- Группа «Самоцветы»

Поп-музыка
- Филипп Киркоров
- Валерий Меладзе
- Владимир Матецкий
- Бари Алибасов
- Дмитрий Маликов
- Григорий Лепс
- Группа «А-Студио»
- Олег Митяев

Концертная программа
- «Авторадио дарит машину» (концерт группы «Машина времени», аэродром Тушино)

### 2009 год
18-я церемония состоялась 27 мая 2009 года в Московском международном Доме музыки.

### 2011 год
XX юбилейная церемония премии прошла 30 октября в Театре Российской армии.

### 2016 год
ХXV церемония прошла 26 мая.

## Проекты
11 июня 1993 года по инициативе Национальной музыкальной премии «Овация» перед центральным входом в ГЦКЗ «Россия» состоялось открытие так называемой Площади звёзд эстрады в Москве. Своей именной звезды на первой церемонии удостоился Леонид Утёсов (посмертно), а за двенадцать лет существования проекта количество заложенных звёзд достигло 90.